# Al-Hákim I de El Cairo
Al-Hákim I (árabe: الحاكم بأمر الله الأول) fue un califa abasí de El Cairo, Egipto, bajo el Sultanato mameluco de Egipto, desde 1262 hasta 1302.
- Amitai-Preiss, Reuven. Mongols and Mamluks: The Mamluk-Ilkhanid War 1260-1281. Cambridge: Cambridge University Press, 1995. Pp. 58-59, 61-63.
- Garcin, Jean-Claude (1967). "Histoire, opposition, politique et piétisme traditionaliste dans le Ḥusn al Muḥādarat de Suyûti" [History, opposition, politics and traditionalistic pietism in Suyuti's Ḥusn al Muḥādarat] (PDF). Annales Islamologiques (en francés). Institut Français d'Archéologie Orientale. 7: 33–90. *Archivado desde el original (PDF, 14.62 MB) el 24-07-2011. Consultado el 22-07-2010.
- Glubb, John Bagot. Soldiers of Fortune: The Story of the Mamlukes. New York: Dorset Press, 1988. Pp. 77, 80, 171.
- Holt, P. M. (1984). "Some Observations on the 'Abbāsid Caliphate of Cairo". Bulletin of the School of Oriental and African Studies. University of London. 47 (3): 501–507. doi:10.1017/s0041977x00113710. JSTOR 618882.

| Predecesor: Al-Mustánsir II | Califa de El Cairo 1262-1302 | Sucesor: Al-Mustakfi I |

- Datos: Q284627